# 한경호
한경호(韓徑浩, 1963년 2월 3일 ~ )는 대한민국의 공무원 출신 정치인이다. 그는 경상남도 진주시 출신이다.

## 학력
- 1969.03 ~ 1975.02 진주수정국민학교 졸업
- 1975.03 ~ 1978.02 진주남중학교 졸업
- 1978.03 ~ 1981.02 진주고등학교 졸업
- 1981.03 ~ 1985.02 경상국립대학교 농학 학사

### 비학위 수료
- 1994 경상국립대학교 대학원 농학 석사

## 경력
- 1984.12 제20회 기술고등고시 합격
- 2002.02 ~ 2002.08 제7대 경상남도 사천시 부시장
- 2002.02 행정자치부 혁신담당관
- 2006.06 국무조정실 일반행정심의관실 행정자치팀 팀장
- 2007.08 행정자치부 재정기획관
- 2008.03 행정안전부 장관실 비서실장
- 2009.02 소방방재청 기획조정관
- 2011.02 행정안전부 윤리복무관
- 2012.12 안전행정부 지방분권지원단 단장
- 2013.06 지방자치발전위원회 지방분권국 국장
- 2015.04 ~ 2015.09 정부청사관리소 소장
- 2015.09 ~ 2017.08 제3대 세종특별자치시 행정부시장
- 2017.08 ~ 2018.08 제34대 경상남도 행정부지사
- 2017.08 ~ 2018.06 경상남도지사 권한대행
- 2018.09 ~ 2020.01 제12대 대한지방행정공제회 이사장
- 2020.01.16 더불어민주당 입당
- 2020.01 ~ 더불어민주당 당무위원
- 2020.10 ~ 더불어민주당 정책위원회 부의장
- 2022.07 ~ 2024.05 더불어민주당 경상남도당 진주시 을 지역위원회 위원장

## 역대 선거 결과
|  | 33.82% |

|  | 27.66% |

|  | 30.21% |

| 전임 김상배 | 제7대 경상남도 사천시 부시장 2002년 2월 18일 ~ 2002년 8월 11일 | 후임 이종성 |

| 전임 (권한대행)류임철 | 제3대 세종특별자치시 행정부시장 2015년 9월 17일 ~ 2017년 8월 16일 | 후임 류순현 |

| 전임 류순현 | 경상남도지사 권한대행 2017년 8월 17일 ~ 2018년 6월 30일 | 후임 김경수 |

| 전임 류순현 | 제34대 경상남도 행정부지사 2017년 8월 17일 ~ 2018년 8월 13일 | 후임 박성호 |